# زندان انفرادی
زندان انفرادی یا حبس مجرد نوعی زندان است که در آن زندانی هیچ گونه تماسی با دیگران مگر با کارکنان زندان ندارد. گاهی از زندان انفرادی برای محافظت از شخص در برابر آسیب‌هایی که ممکن است به خود وارد کند، استفاده می‌شود و گاهی به عنوان تنبیه یا مجازات تخطی از مقررات زندان استفاده می‌شود.

## کاربرد
زندان انفرادی وقتی به‌کار می‌رود که احساس شود، زندانی برای خود یا دیگران خطرناک است یا زندانی در فعالیت‌های غیرقانونی خارج از زندان دخالت دارد یا زندانی به علت شرایط خاصی مانند شاهد بودن یا نوع بزه ارتکابی مانند کودک آزاری در معرض خطر حمله از سوی دیگر زندانیان باشد.

## در قوانین ایران
در قانون مجازات اسلامی ایران به‌طور مشخص در مورد زندان انفرادی سخنی گفته نشده اما در فصل مربوط به تقصیرات مقامات و مأموران دولتی مقرراتی وضع شده که براساس آن مقررات، هر گونه اذیت و آزار بدنی متهم توسط مستخدمان و مأموران قضایی و غیر قضایی دولتی و به قصد مجبور کردن او به اقرار جنبه مجرمانه داشته و قابل پیگرد قانونی و مجازات کیفری است. همچنین مأمورانی که محکومی را سخت‌تر از مورد حکم یا آنچه که مورد حکم نبوده مجازات کنند مرتکب جرم شده‌اند و مستحق مجازات می‌باشند. ضمناً در قانون مجازات اسلامی سلب آزادی افراد برخلاف قانون و محروم کردن اشخاص از حقوق مقرر در قانون اساسی واجد جنبه مجرمانه بوده و قابل پیگرد قانونی است.
بر همین اساس دیوان عدالت اداری ضمن ابطال بند ۴ ماده ۱۷۵ آیین‌نامه اجرایی سازمان زندانها که در آن استفاده انضباطی از زندان انفرادی به مدت یک ماه مجاز شناخته شده بود، با صدور رأی وحدت رویه نگهداری متهمان را در سلول انفرادی از مصادیق بارز شدت عمل و مخالف اصل ۳۹ قانون اساسی یعنی برخلاف حیثیت و کرامت انسانی متهمان قلمداد کرده‌است.